# Natuurwacht
Een Natuurwacht of Natuurbeschermingswacht is een organisatie of persoon die in Nederland toezicht houdt op de toestand in een bepaald natuurgebied, of in meer brede zin zich inzet voor natuurbescherming. Veelal gaat het om vrijwilligers, soms met speciale bevoegdheden.

## Ontstaan
De oudste natuurwacht in Nederland is de Gooise Natuurwacht (1932). Deze wacht verzorgt het toezicht in het veld van de Stichting Goois Natuurreservaat. Kort na de Tweede Wereldoorlog was het met zo’n vijftig tot zestig leden de grootste natuurwacht in Nederland (nu nog ongeveer tien leden). Veel van de circa 20 lokale natuurwachten organiseerden zich destijds binnen de Bond van Natuurbeschermingswachten (1948), het latere IVN. Sommigen van deze vrijwilligers hadden de bevoegdheid van onbezoldigd veldwachter.

## Verbreding
De meeste natuurbeschermingswachten kregen nadien een breder takenpakket, vooral gericht op educatie. Als model Natuurbeschermingswacht voor de nieuwe aanpak geldt de Natuurbeschermingswacht Meppel en omstreken (opgericht in 1946). Deze rekent het tot haar taak de belangen van het stads-, natuur- en landschapsschoon in de stad Meppel en haar wijde omtrek in het oog te houden en te verdedigen. Als een belangrijk succes beschouwt de wacht dat het Drents heideschaap voor uitsterven is behoed.
Activiteiten zijn het zo nodig ageren tegen het gemeentelijk beleid, en het organiseren van excursies en lezingen.
Er bestaan nog diverse andere zelfstandige natuurwachten in Nederland, soms aangeduid als Natuur- en Vogelwacht, zoals de Vogel- en Natuurwacht 'Zuid-Flevoland'. De doelen en activiteiten van deze natuurwachten lopen uiteen, van milieu-educatie voor kinderen tot beheer van een eigen gebied tot natuurstudie of acties ten bate van natuurbehoud.